# Lissjön (Möklinta socken, Västmanland)
Lissjön är en sjö i Sala kommun i Västmanland och ingår i Dalälvens huvudavrinningsområde. Sjön har en area på 0,0855 kvadratkilometer och ligger 91,4 meter över havet.

## Delavrinningsområde
Lissjön ingår i det delavrinningsområde (665997-153529) som SMHI kallar för Ovan 665843-153708. Medelhöjden är 92 meter över havet och ytan är 9,7 kvadratkilometer. Det finns inga avrinningsområden uppströms utan avrinningsområdet är högsta punkten. Vattendraget som avvattnar avrinningsområdet har biflödesordning 3, vilket innebär att vattnet flödar genom totalt 3 vattendrag innan det når havet efter 122 kilometer. Avrinningsområdet består mestadels av skog (82 procent) och sankmarker (11 procent). Avrinningsområdet har 0,38 kvadratkilometer vattenytor vilket ger det en sjöprocent på 3,9 procent.